# 东幕站 (仁川广域市)
東幕站（：／ Dongmak yeok */?）是仁川地鐵1號線沿線的一座地下車站，位於韓國仁川廣域市延壽區東春洞，韓語副站名是「仁川廣域市平生學習館」（인천광역시 평생학습관）。

## 車站結構
站體為2面3線雙島式月台的地下車站，但其中一面月台並未開放使用。候車月台設有月台幕門，並有出口4處。

### 月台配置
| 東春 ↑               |
| 下 上 \| 下 上 \| 東 |
| ↓ 大學城             |

| 月台   | 路線               | 目的地                                       |
| ------ | ------------------ | -------------------------------------------- |
| 下行   | ●仁川都市鐵道1號線 | 中央公園、國際業務園區、松島月光慶典公園方向 |
| 中下行 | ●仁川都市鐵道1號線 | 源仁齋、富平、富平區廳、桂陽方向             |
| 中上行 | ●仁川都市鐵道1號線 | 未使用                                       |
| 上行   | ●仁川都市鐵道1號線 | 未使用                                       |

## 歷史
- 1999年10月6日：落成啟用。

## 車站周邊
- 仁川市平生學習館
- 承基污水處理廠
- 仁川環境公團（朝鲜语：인천환경공단）承基分社
- 南洞國家產業園區第2園區
- 仁川大建高校
- 仁川뷰티藝術高校

## 圖片

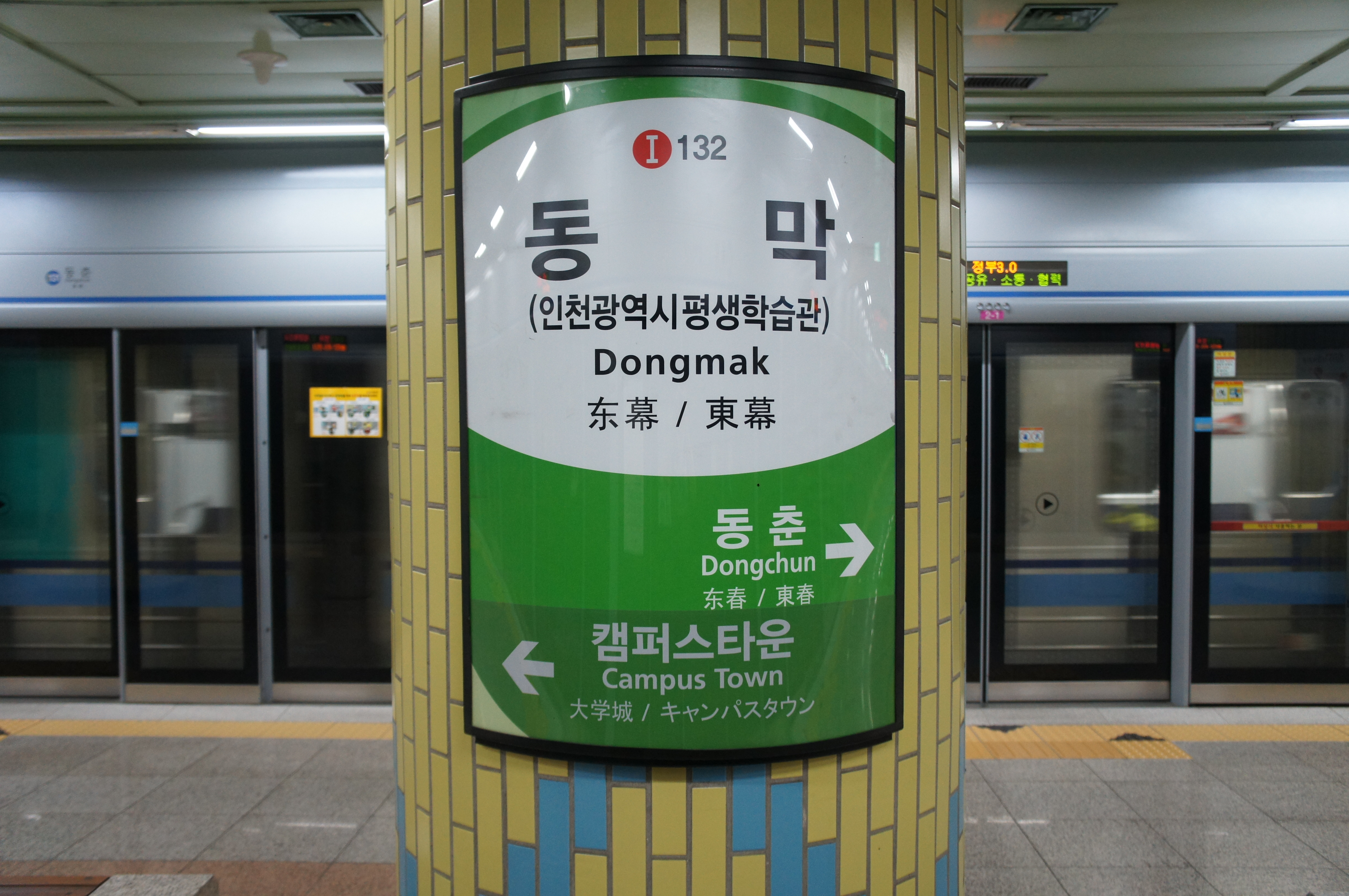
站名牌
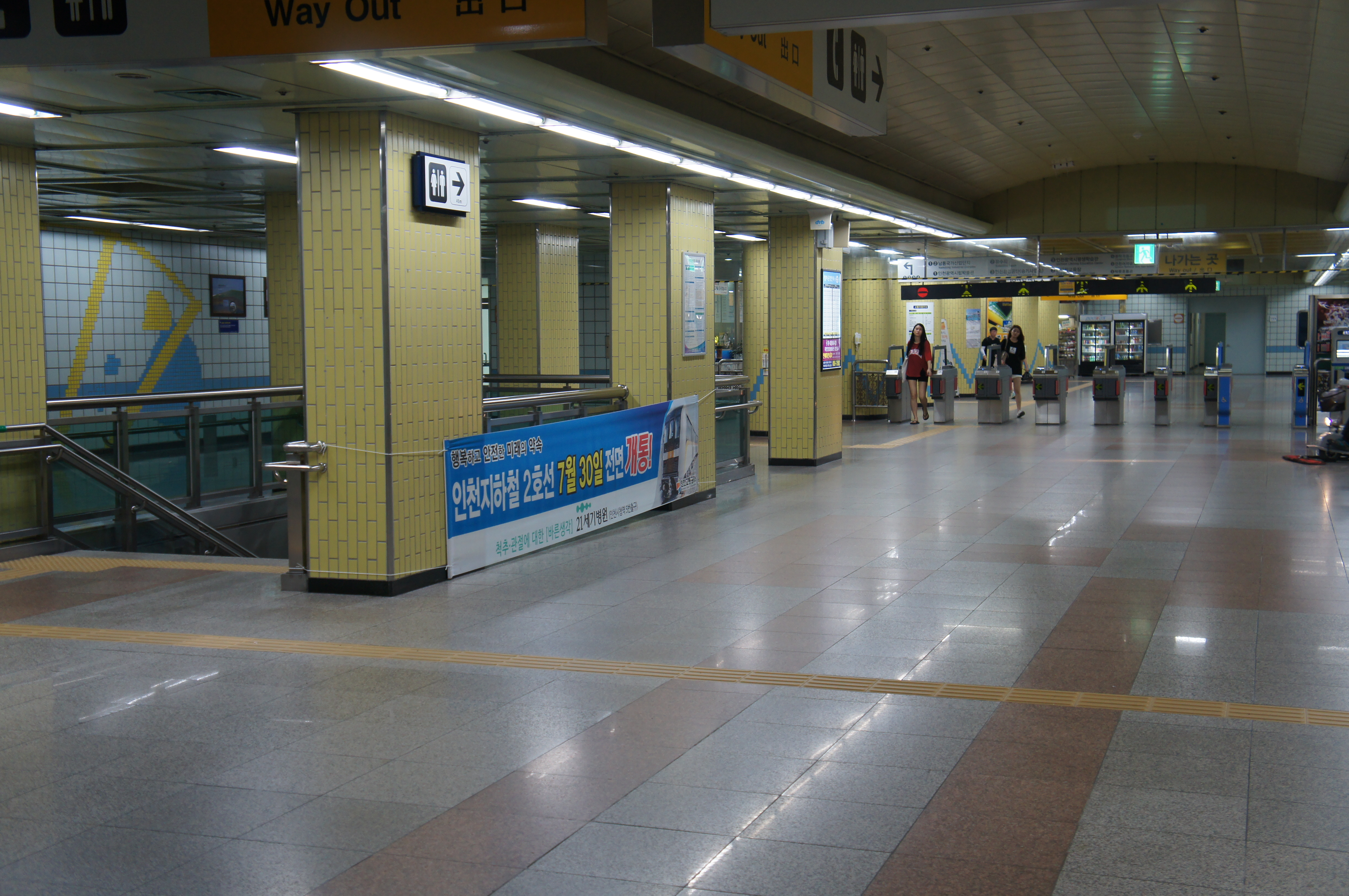
候車大廳
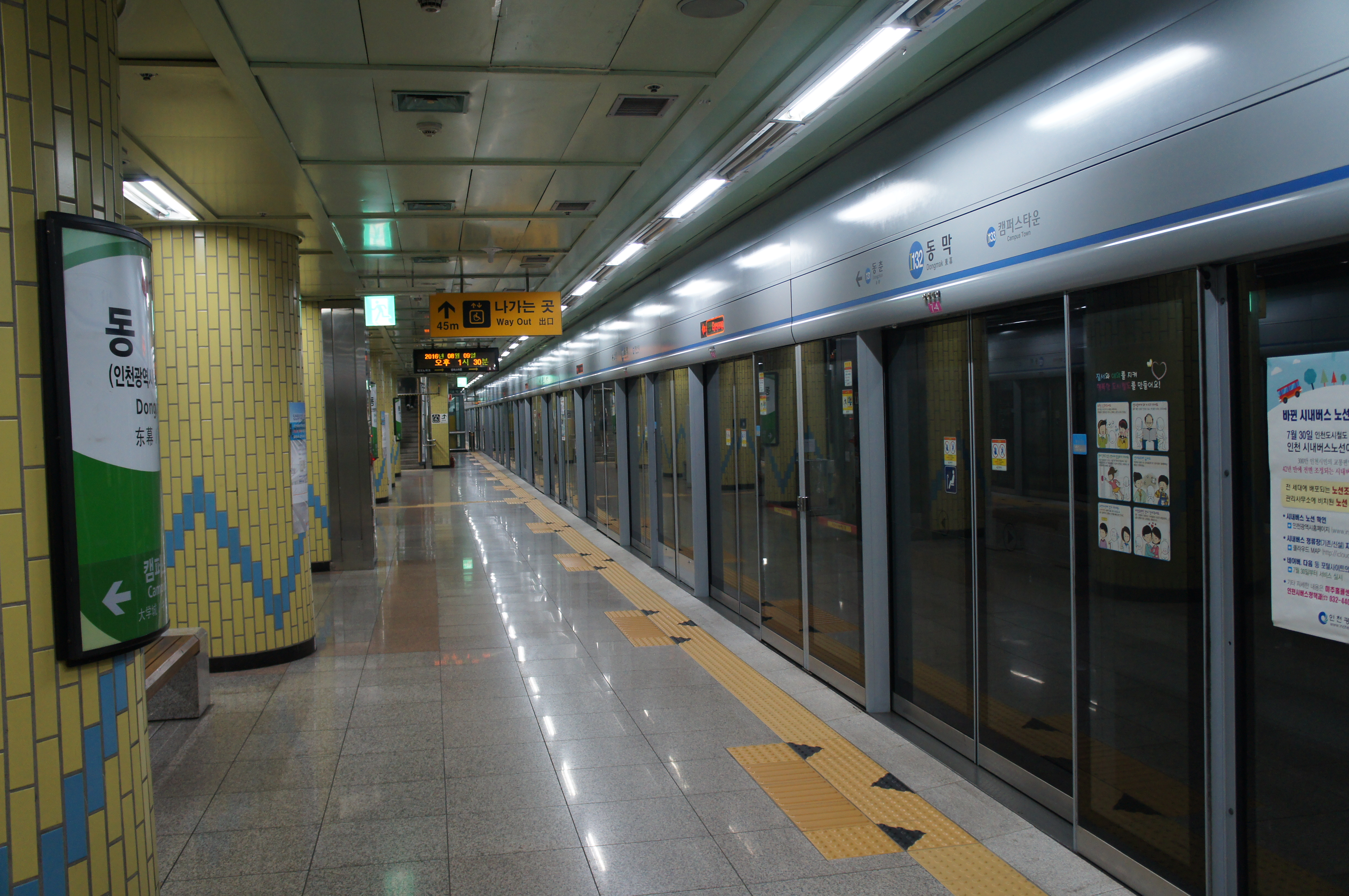
候車月台
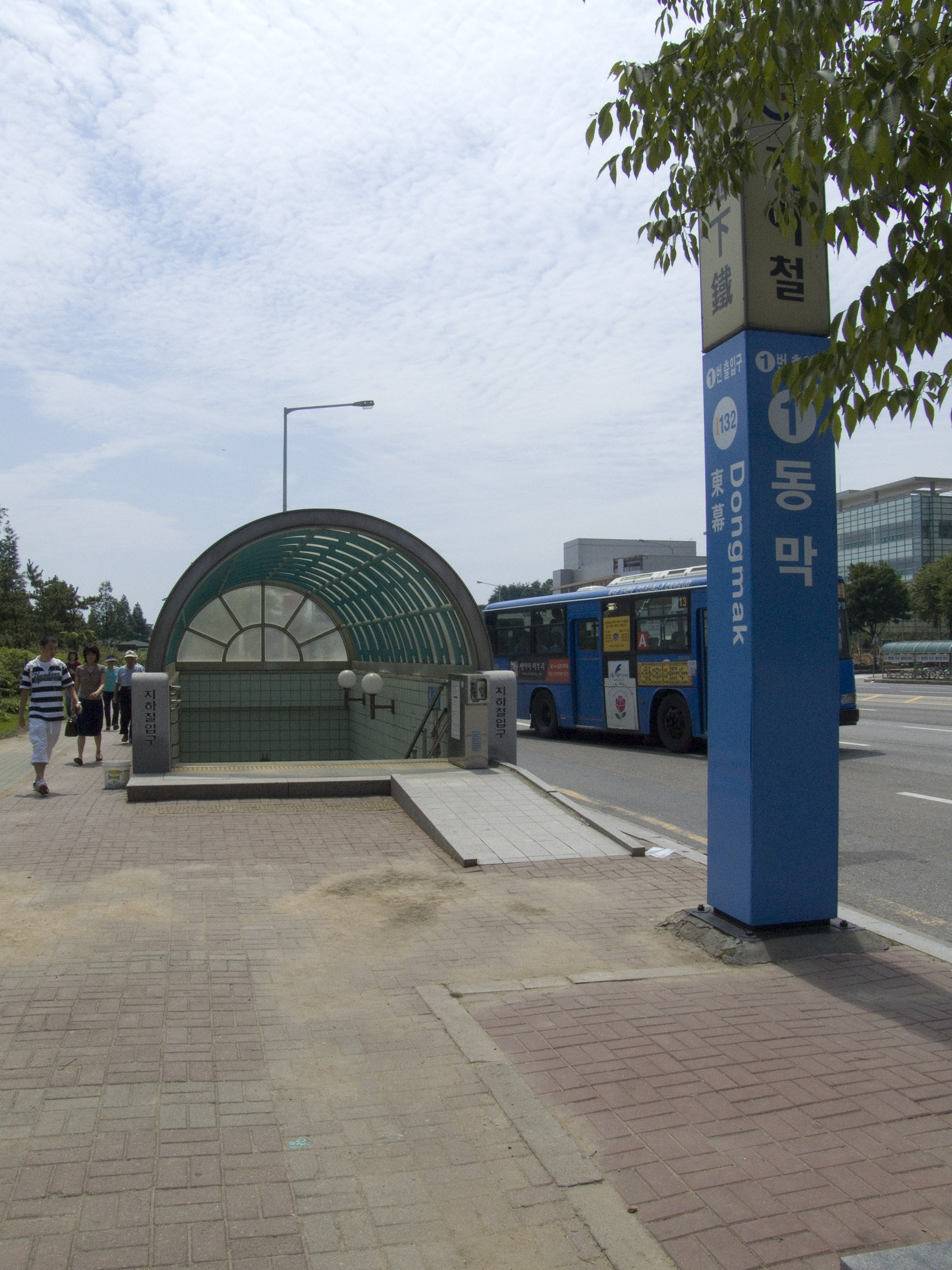
1號出口
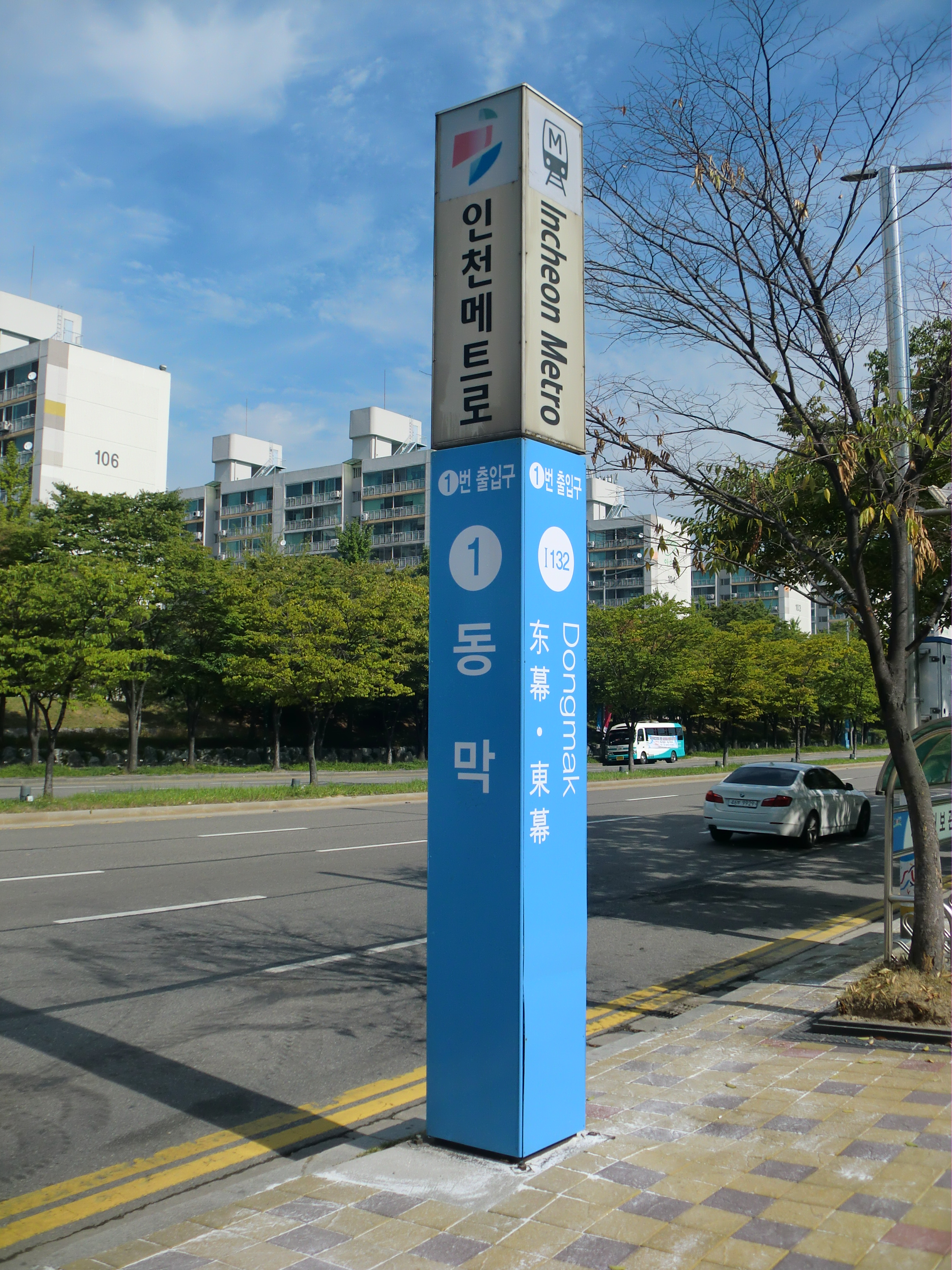
1號出口側柱站牌

## 相鄰車站
仁川交通公社
●仁川都市鐵道1號線
東春（I131）－東幕（I132）－大學城（I133）